# 鄭辰
鄭辰（？—1444年），字文樞，浙江衢州府西安縣人，明朝政治人物。

## 生平
永樂四年（1406年）丙戌科三甲第一百三十四名進士，授監察御史，屢次平反冤案，十六年（1418年）升山西按察使，宣德三年（1428年）升南京工部右侍郎，前往四川、貴州、雲南奏罷不職官員，正統二年（1437年）奉命賑濟南直隸、河南饑荒，升兵部左侍郎，與豐城侯李賢轉餉宣府、大同，八年（1443年）引疾致仕歸里，九年（1444年）卒。